# Лимонад
Лимона́д (фр. limonade < limon — лимон) — газированный напиток на основе водного раствора фруктового или ягодного сока, а также других вкусовых компонентов, в том числе искусственных красителей и ароматизаторов. Также лимонадом называется негазированный напиток, приготовленный из воды, лимонного сока и сахара.
В советских автоматах по продаже газированной воды лимонад назывался газированной водой с сиропом. В домашних условиях лимонад изготавливается при помощи сифона с баллончиком углекислого газа.

## История
С XVII века лимонадом называется напиток, приготавливаемый из лимонного сока и большого количества воды.
В 1767 году английский химик Джозеф Пристли изобрел насос (сатуратор), который насыщал воду газом, образующимся при брожении пива. Промышленное производство таких насосов начал Якоб Швепп, поэтому первой компанией, выпустившей в широкую продажу газированные напитки, была «J. Schweppe & Co», основанная Якобом Швеппом, в дальнейшем начавшая выпускать воды с фруктовыми и ягодными сиропами. Поскольку натуральные сиропы стоили дорого, то их стали заменять кислотами и эссенциями.
Первой была синтезирована лимонная кислота, и лимонад стал в 1833 году лидером фруктовых газировок во всём мире, а «Lemon’s Superior Sparkling Ginger Ale» («Превосходный игристый лимонный имбирный эль») — первой зарегистрированной торговой маркой безалкогольного напитка.
В Россию лимонад привез Пётр I, и этот напиток сразу стал одним из самых любимых при его дворе, далее его начало употреблять купечество и все прочие сословия, которые имели возможность делать этот напиток. Клюквенный лимонад, подававшийся в Английском клубе, упоминает Фаддей Булгарин в романе Иван Выжигин (1829). Тот лимонад, который мы привыкли видеть, появился в начале XX века, когда учёные сумели найти способ выделения лимонной кислоты из природного лимона.

## Технология изготовления
Основа лимонада — купаж, то есть смесь всех ингредиентов. Купаж готовят чаще холодным способом, но существуют полугорячий и горячий способы. Качество компонентов и их дозировка определяют качество готового продукта. Самый большой процент содержимого напитка выпадает на долю воды — около 80 %. Крупные заводы на своей территории имеют скважину, но даже такую воду обязательно фильтруют, смягчают и дезинфицируют.

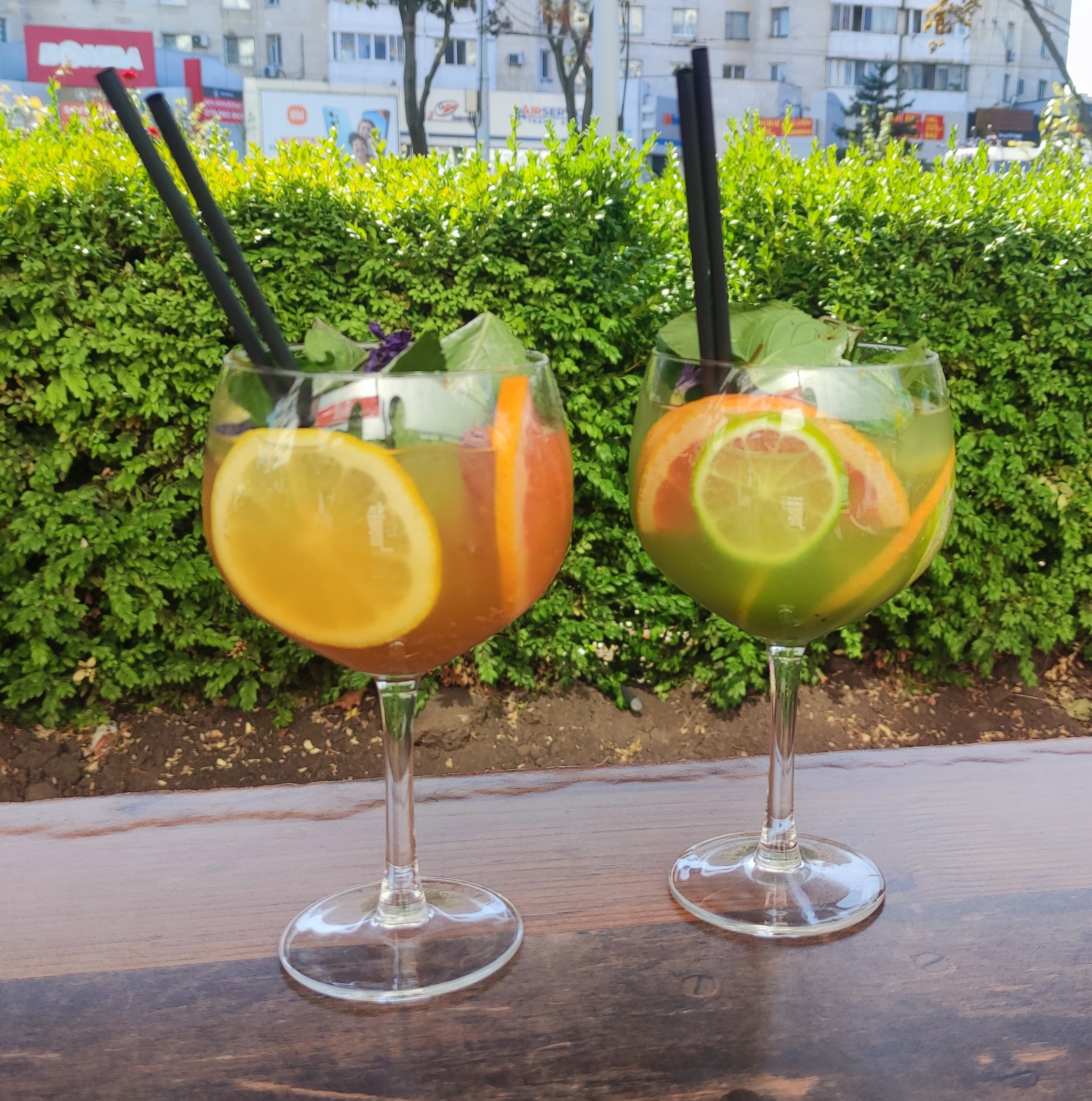
Традиционный негазированный лимонад из цитрусовых

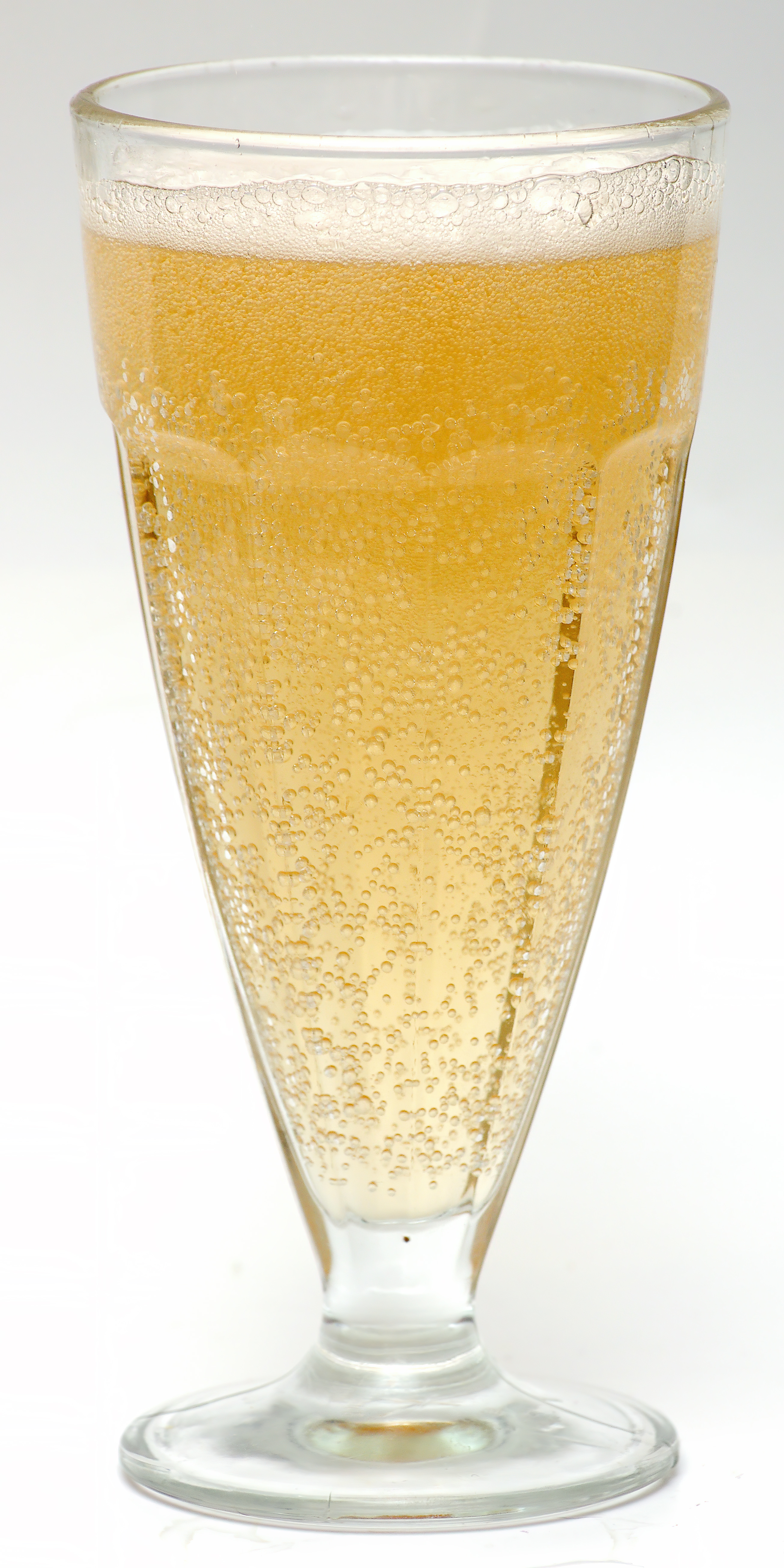
Лимонад Буратино

Освежающий эффект безалкогольных напитков обусловлен наличием в их составе растворенного диоксида углерода CO2 и органических кислот (лимонной и т. п.). В зависимости от степени насыщения углекислым газом напиток может быть негазированным, слабо-, средне- и сильногазированным. Газированные напитки получают искусственным насыщением напитков углекислым газом в специальных установках — сатураторах. Слишком насыщенный напиток приобретает острый щиплющий привкус.
Для карбонизации напитков большинство пивобезалкогольных комбинатов покупает жидкий диоксид углерода, хотя при производстве пива (брожении) выделяется достаточно много CO2, который можно собирать и после очистки использовать для газирования напитков — рациональное использование «отходов».
На этикетках лимонадов в составе, как правило, указан колер — так называют жжёный сахар. Его получают путём нагревания увлажнённого сахара и применяют в качестве натурального красителя. Его раствор в воде имеет тёмно-коричневый цвет и характерный приятный запах.